# 국해성
국해성(鞠海成, 1989년 10월 8일 ~ )은 현 독립야구단 경기도리그의 성남 맥파이스의 외야수, 내야수, 지명타자이다.

## 한국 프로야구 시절

### 두산 베어스시절
2008년에 육성선수로 입단하였다. 2012년 6월 23일 한화 이글스와의 경기에 출전하며 데뷔 첫 경기를 치렀고, 경기에서 1타수 무안타를 기록했다. 시범 경기 때 좋은 모습을 보였지만 2군에서 시즌을 시작했다. 2군에서 3할 후반대 타율을 기록했고, 1군 엔트리에 등록되며 기회를 잡는 듯 했으나 첫 타석부터 루킹 삼진을 당하고 중요한 기회를 살리지 못해 다시 2군으로 내려갔다. 이후 독보적인 대타로 활동했다. 2020년 8월 15일 kt전에서 이보근을 상대로 데뷔 첫 끝내기 홈런을 기록했다.
2021년 시즌 후 처음으로 시행된 퓨처스리그 FA를 신청했으나 계약하지 못했다.

## 한국 독립야구 시절

### 성남 맥파이스시절
2022년에 입단하였다.

## 한국 프로야구 복귀

### 롯데 자이언츠시절
2023년 5월에 입단하였다. 2023년 10월에 방출됐다.

## 출신 학교
- 군산중앙초등학교
- 동인천중학교
- 인천고등학교

## 통산 기록
| 연도 | 팀명  | 타율  | 경기 | 타수 | 득점 | 안타 | 2루타 | 3루타 | 홈런 | 루타 | 타점 | 도루 | 도실 | 볼넷 | 사구 | 삼진 | 병살 | 실책 |
| ---- | ----- | ----- | ---- | ---- | ---- | ---- | ----- | ----- | ---- | ---- | ---- | ---- | ---- | ---- | ---- | ---- | ---- | ---- |
| 2012 | 두산  | 0.000 | 3    | 6    | 0    | 0    | 0     | 0     | 0    | 0    | 0    | 0    | 0    | 0    | 0    | 2    | 0    | 0    |
| 2015 | 두산  | 0.200 | 11   | 20   | 6    | 4    | 1     | 0     | 1    | 8    | 5    | 0    | 0    | 2    | 1    | 5    | 2    | 0    |
| 2016 | 두산  | 0.278 | 58   | 151  | 28   | 42   | 11    | 0     | 4    | 65   | 24   | 1    | 1    | 21   | 1    | 36   | 1    | 1    |
| 2017 | 두산  | 0.209 | 57   | 86   | 15   | 18   | 3     | 0     | 3    | 30   | 17   | 0    | 0    | 5    | 4    | 23   | 2    | 0    |
| 2018 | 두산  | 0.333 | 14   | 24   | 4    | 8    | 3     | 0     | 0    | 11   | 1    | 1    | 0    | 3    | 1    | 5    | 1    | 0    |
| 2019 | 두산  | 0.171 | 21   | 35   | 2    | 6    | 3     | 0     | 0    | 9    | 2    | 0    | 0    | 5    | 1    | 13   | 3    | 2    |
| 2020 | 두산  | 0.233 | 214  | 86   | 10   | 20   | 1     | 0     | 3    | 30   | 17   | 1    | 1    | 6    | 1    | 21   | 2    | 1    |
| 2021 | 두산  | 0.125 | 4    | 8    | 0    | 1    | 0     | 0     | 1    | 0    | 0    | 0    | 0    | 0    | 0    | 2    | 0    | 0    |
| 2023 | 롯데  | 0.250 | 6    | 8    | 0    | 2    | 0     | 0     | 0    | 2    | 1    | 0    | 0    | 2    | 0    | 3    | 0    | 0    |
| 통산 | 9시즌 | 0.238 | 220  | 424  | 65   | 101  | 22    | 0     | 11   | 156  | 67   | 3    | 2    | 44   | 9    | 110  | 11   | 4    |